# Naves (Almeida)
Naves est une ancienne freguesia portugaise rattachée à la municipalité d'Almeida d'une superficie de 13,86 km2 et de 68 habitants en 2011. Sa densité de population est de 4,9 habitants/km2.
Dans le cadre d'une réforme administrative nationale en 2013, elle a été fusionnée avec la freguesia de Junça (pt) pour former une nouvelle freguesia appelée União das Freguesias de Junça e Naves (pt) dont le siège est à Junça.

## Démographie
| 1864 | 1878 | 1890 | 1900 | 1911 | 1920 | 1930 | 1940 | 1950 |
| ---- | ---- | ---- | ---- | ---- | ---- | ---- | ---- | ---- |
| 244  | 252  | 256  | 271  | 272  | 262  | 196  | 226  | 255  |

| 1960 | 1970 | 1981 | 1991 | 2001 | 2011 | - | - | - |
| ---- | ---- | ---- | ---- | ---- | ---- | - | - | - |
| 232  | 195  | 175  | 145  | 101  | 68   | - | - | - |

## Patrimoine
- Édifices :
  - Petits noyaux d'architecture populaire résidentielle et agricole ;
  - Fonte do Freixo (Plongée avec réservoir) - XVIIIe./XIXe siècle.
- Religieux :
  - Église mère - XVIIIe siècle (baroque) ;
  - Beffroi rustique - XVIIIe siècle.
- Nature et loisirs :
  - Paysage sur la rivière Côa.

## Source
- (pt) Cet article est partiellement ou en totalité issu de l’article de Wikipédia en portugais intitulé « Naves (Almeida) » (voir la liste des auteurs).